# Wilhelm Woell
Wilhelm Woell (* 6. Februar 1871 in Weilburg; † 3. November 1926 in Frankfurt am Main) war ein deutscher Jurist und Politiker.

## Leben
Woell war der Sohn des Oberlehrers am Gymnasium Philippinum in Weilburg Philipp Friedrich Woell (* 28. Januar 1836 in Daisbach; † 14. März 1885 in Weilburg) und dessen Ehefrau Eleonore geborene Siegfried († in Gießen). Er war katholisch und heiratete am 3. Juni 1899 in Karlsruhe Emma Susanna Krieger (* 2. April 1877).
Woell besuchte das Gymnasium Philippinum Weilburg. Nach seinem Abitur 1889 studierte er Rechts- und Staatswissenschaften in Bonn, Heidelberg, Straßburg und Brüssel. Während seines Studiums wurde er 1889 Mitglied der Burschenschaft der Norddeutschen Bonn. 1894 wurde er in Straßburg zum Dr. iur. promoviert.
Nach seinem Studium wurde er Stadtrat im Verwaltungsdienst der Stadt Frankfurt am Main.
Von 1911 bis 1920 war er für den Stadtkreis Frankfurt am Main Mitglied des Nassauischen Kommunallandtags. Er war dort Mitglied des Finanz- und des Wahlprüfungsausschusses sowie Mitglied des Bezirks- und des Landesausschusses. 1920 wurde er Mitglied der Deutschen Demokratischen Partei (DDP)
Von 1920 an war er Landeshauptmann des Regierungsbezirks Wiesbaden. 1923 wurde er von den Franzosen ausgewiesen.
Er war Mitglied des Aufsichtsrates bei der Lahnkraftwerke- und Main-Kraftwerke AG.

## Ehrungen
- 1916: Ehrendoktor der Medizinischen Fakultät der Universität Frankfurt am Main

## Veröffentlichungen
- Über die regula Catoniana. Dissertation Universität Straßburg, Straßburg 1894.
- mit Franz Adickes: Kommunalabgabengesetz vom 14. Juli 1893 u. Gesetz wegen Aufhebung direkter Saatssteuern v. 14. Juli 1893 ; Textausgabe mit Anmerkungen und Sachregister. 5. Auflage Berlin 1911.